# Emmanuelle Hermouet
Emmanuelle Hermouet  (nacida el 2 de abril de 1979 en Poitiers, Francia) es una exjugadora de baloncesto francesa. Con 1.83 metros de estatura, jugaba en la posición de ala-pívot.